# Jrystyna Yudkina
Jrystyna Yudkina –en ucraniano, Христина Юдкіна– (4 de diciembre de 1984) es una deportista ucraniana que compite en atletismo. Ganó una medalla de bronce en el Campeonato Europeo de Atletismo de 2018, en la prueba de 50 km marcha.

## Palmarés internacional
| Campeonato Europeo | Campeonato Europeo | Campeonato Europeo | Campeonato Europeo |
| Año                | Lugar              | Medalla            | Prueba             |
| ------------------ | ------------------ | ------------------ | ------------------ |
| 2018               | Berlín (Alemania)  | Medalla de bronce  | 50 km marcha       |